# Artemisia macrantha
Artemisia macrantha là một loài thực vật có hoa trong họ Cúc. Loài này được Ledeb. mô tả khoa học đầu tiên.